# 张晧
张晧（50年—132年），字叔明，犍为郡武阳（今四川省彭山东）人，东汉政治人物。张良六世孙。
张晧游学京师，被大将军鄧騭辟入府中，任尚书仆射，后出任彭城县令。永宁元年（120年），他入朝为廷尉，和太常桓焉、太仆来历反对汉安帝废黜太子刘保。
刘保即位为汉顺帝，于永建元年（126年），任命张晧为司空。赵腾上书讥讽朝政，被捕拿株连八十余人，张晧上书极谏，赵腾于是减死罪一等。永建四年（129年），司空张晧被免職。阳嘉元年（132年），张晧再次被任命为廷尉，不久去世。子張綱。

## 延伸阅读
[在维基数据编辑]
 《後漢書·卷56》，出自范晔《後漢書》